# Цирк лилипутов
Цирк лилипутов (англ. Humpty Dumpty Circus) — немой, чёрно-белый анимационный фильм Джеймса Стюарта Блэктона, премьера состоялась в 1898 году. Считается первым кукольным мультфильмом, основываясь на предполагаемой дате выхода в 1897 или 1898 году. Дата выхода, использование покадровой анимации и даже существование фильма подвергалось сомнению, поскольку нет надлежащей документации. Фильм считается утерянным.
Ещё один покадровый мультфильм с анимированными куклами под названием «Цирк Шалтая-Болтая» был выпущен в октябре 1914 года. Его снял пионер покадровой анимации Артур Мельбурн-Купер.

## Медиа
Альберт Смит в своей книге 1952 года «Два барабана и рукоятка» написал: «Я использовал набор деревянных цирковых артистов и животных моей маленькой дочери, чьи подвижные суставы позволили нам разместить их в сбалансированном положении. Это был утомительный процесс, поскольку движение может быть достигнуто только путем фотографирования каждого изменения положения. Я предложил нам получить патент на этот процесс; Блэктон посчитал, что это недостаточно важно. Однако другие быстро позаимствовали эту технику, значительно улучшив её».

## Отзывы
«Мультфильм начинается с того, что толпа детей выходит из школы и марширует по улицам к цирку „Шалтая-Болтая“. Мы видим, как они толпятся у палатки и в конце каждого номера они громко аплодируют артистам. Это знакомые всем маленькие деревянные игрушки, с их помощью делается удивительно реалистичное исполнение акробатических трюков артистов цирка. Некоторые сцены действительно комичны. Трудно поверить, что слоны и ослы не живые». Кинематографист Ф. Добсон был назван «знатоком своего дела» — «Мир движущихся картинок», 1908 год.